# Párizsi nagymecset
A párizsi nagymecset (franciául: Grande Mosquée de Paris) Franciaország legrégebbi iszlám központja, mely a főváros V. kerületében található.

## Története
A mecset az első  világháború után épült hálából a németek ellen a francia hadseregben szolgált, és hősi halált halt 100 000 muszlim katona emlékére. A Fezben található Al Quaraouiyine mecset mintájára és mudéjar stílusban épült, 33 méter magas minarettel ellátott dzsámit 1926-ban adták át Gaston Doumergue francia elnök és Juszúf marokkói szultán  jelenlétében. Az első közösségi imát Ahmad al-Alawi, neves szúfi sejk vezette. Dalil Boubakeur 1992 és 2020 között volt a mecset rektora, valamint a Nicolas Sarkozy által kezdeményezett Muszlim Kultusz Francia Tanácsát is vezette.

## Iszlamofób támadások
2005 februárjában iszlám ellenes támadás érte a mecsetet: "náci szimbólumokat festettek ismeretlenek a párizsi nagymecsetet, a legismertebb franciaországi iszlám épületet övező falra - közölték muszlim vallási elöljárók. A fehér falra tucatnyi horogkeresztet és SS-jeleket mázoltak, valamint a "Kifelé" feliratot írták. Dalil Boubakeur, a mecset igazgatója úgy nyilatkozott: a tett "a tűrhetetlen iszlámellenesség aggasztó megnyilvánulása a fővárosban".